# Verulamio

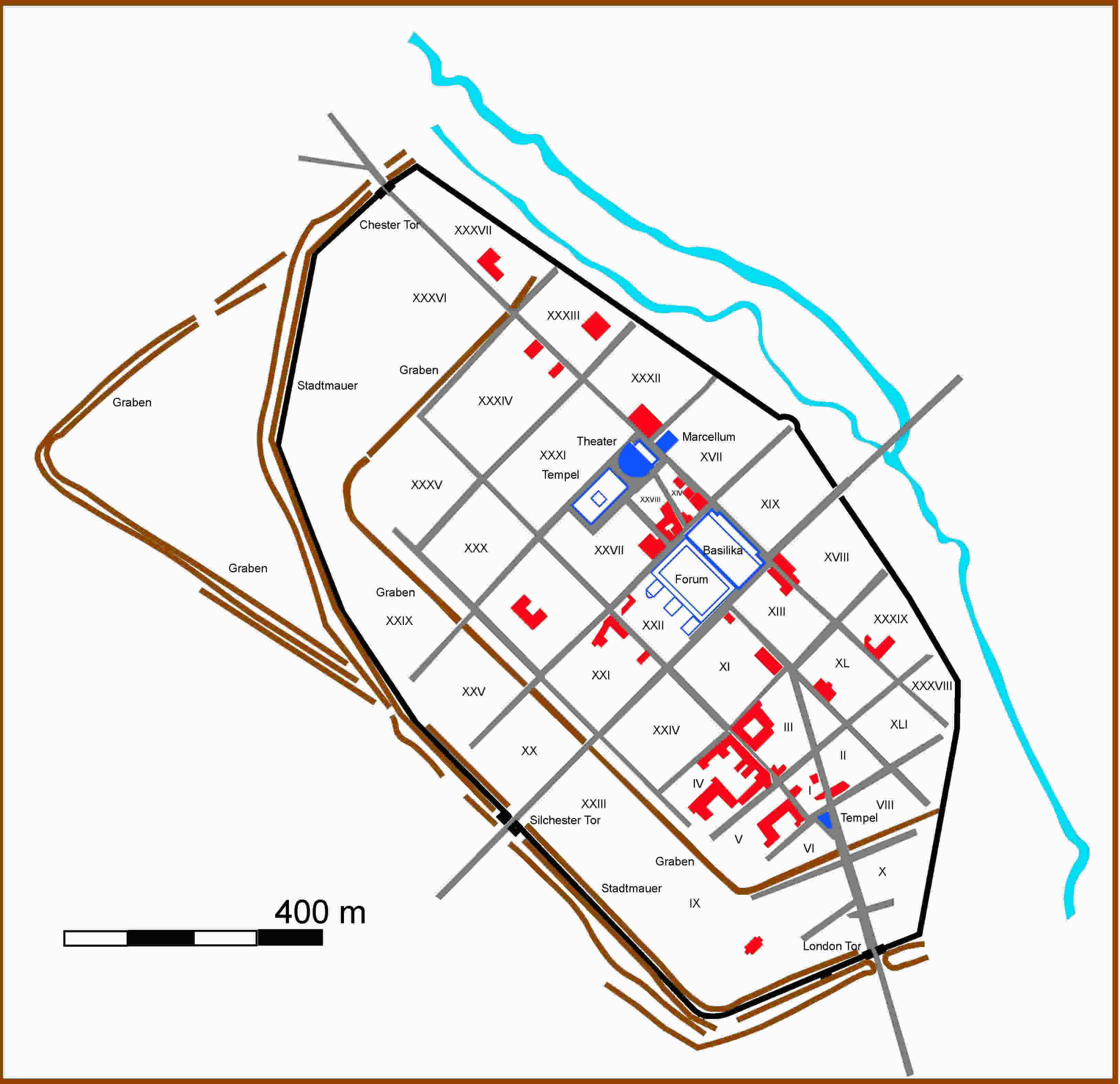
Planta de la ciudad de Verulamium.

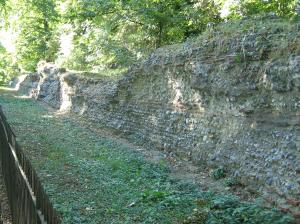
Restos de la muralla de la ciudad de Verulamium.

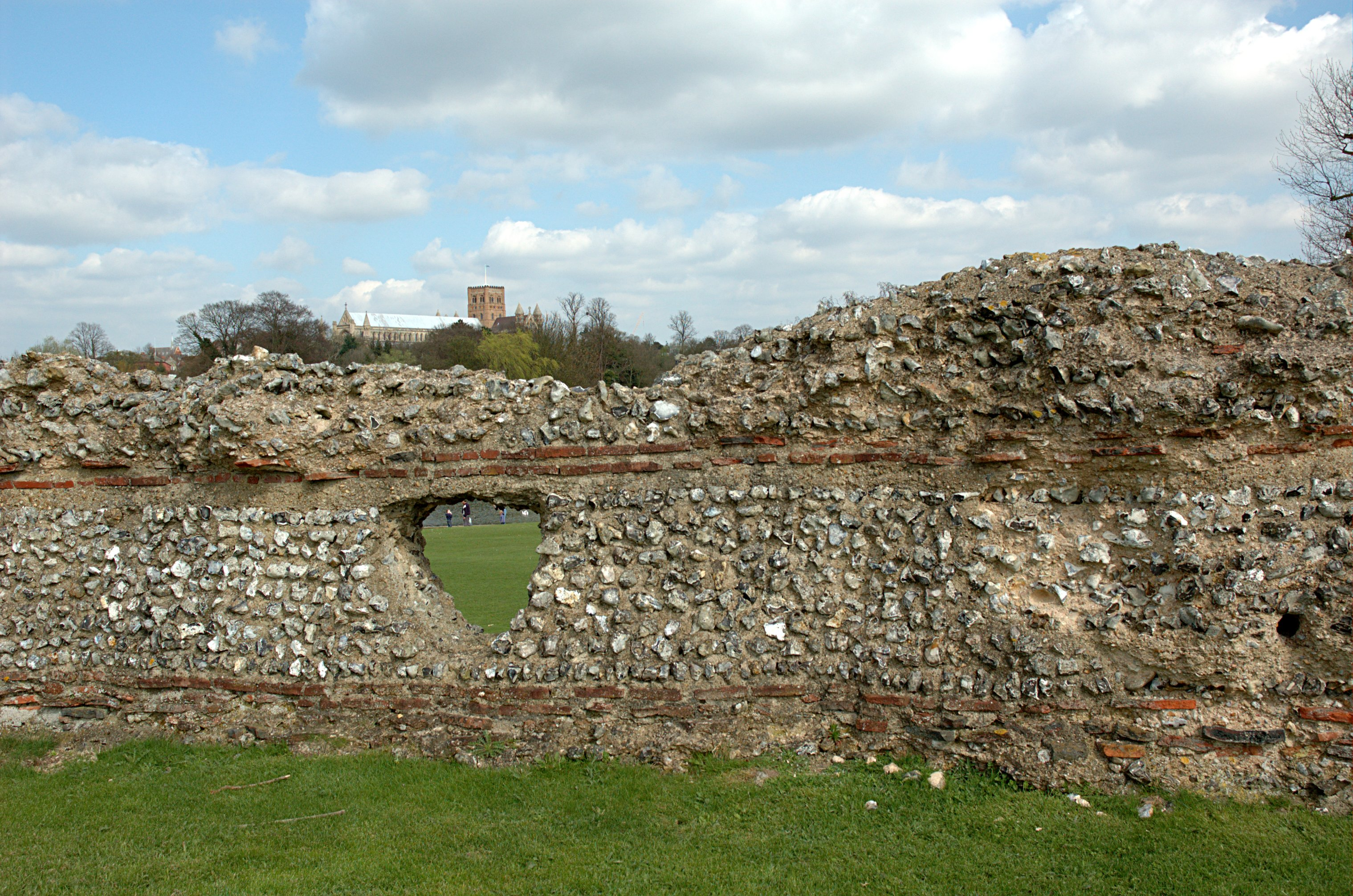
Otra vista de los restos de la muralla de Verulamium.

Verulamio (en latín, Verulamium) fue la tercera ciudad en importancia durante el periodo de ocupación romana del actual territorio de Inglaterra, en Reino Unido. Sus restos se encuentran junto a la actual ciudad de St Albans en el condado de Hertfordshire, en un terreno agrícola.

## Historia
Antes de los romanos, asentamiento era conocido como Verlamion, que significa asentamiento de "Uerulāmos [mano alzada/arriba]" en la lengua britónica, considerado la "capital" de la tribu de los catuvellaunos. Fue establecido por el jefe Tasciovanus, quien acuñó monedas en el lugar. Se trata de uno de los asentamientos prerromanos conocidos por su nombre céltico.
La ciudad romana obtuvo el rango de municipium alrededor del año 50. Esto significaba que sus habitantes tenían los mismos derechos que los pueblos latinos de Italia, pero menores que los de los ciudadanos de Roma. 
Verulamium creció hasta convertirse en una ciudad importante. A principios de los años 200 ocupaba un área de 0,5 km². Tenía un foro, una basílica y un teatro. Gran parte de estos edificios quedaron destruidos en dos incendios ocurridos en la ciudad, el primero en el año 155  y el segundo alrededor del año 250. La ciudad fue reconstruida al menos dos veces en los siguientes 150 años. La ocupación romana finalizó entre el año 450 y el año 500.
Quedan pocos restos visibles de la ciudad, solamente algunas partes de su muralla y el teatro. Cuando se fundó la ciudad de Saint Albans se obtuvieron materiales de construcción de la antigua Verulamium. Se cree que todavía existen restos bajo los terrenos agrícolas cercanos a Saint Albans que nunca han sido examinados por los arqueólogos.

## Otros
El asteroide (4206) Verulamium fue llamado así en honor a la antigua ciudad.